# ایستگاه قطار شهری ولایت
ایستگاه قطار شهری ولایت دومین ایستگاه از ایستگاه‌های خط ۲ قطار شهری مشهد است که در بلوار طبرسی شمالی قرار دارد. این ایستگاه در تاریخ ۲۷ بهمن ۱۳۹۵ افتتاح شد. این ایستگاه در ابتدای بهره‌برداری به نام طبرسی نامگذاری شده بود که با تصمیم شورای شهر اسامی ایستگاه‌های اول و دوم خط ۲ مشهد تغییر یافت. در ده ماه اول سال ۱۳۹۶، ایستگاه ولایت اولین ایستگاه پرتردد خط ۲ مترو بود.
اطراف این ایستگاه مترو مراکز خرید بزرگی وجود دارد، و مقصد مناسب برای افرادی که به بازار تربار می‌خواهند دسترسی داشته باشند.
ساعات کاری ایستگاه قطار شهری مشهد به‌طور معمول از ساعت ۶ صبح تا ۱۰ شب است.